# قرية مكحول (النقب)
قرية مكحول هي قرية فلسطينية عربية، تعتبر من القرى التاريخية الواقعة شمالي شارع 31 في جنوب دولة إسرائيل، يسكنها حوالي 800 مواطن. عام 1999 قررت الحكومة الاعتراف بها تحت اسم مرعيت، والذي قسم فيما بعد لثلاث قرى هي دريجات، وكحلة، ومكحول. اليوم القرية هي إحدى قرى المجلس الإقليمي القيسوم واسم القرية مأخوذ من وادي كحل وخربة كحل المجاورات للقرية.

## صعوبات المعيشة
-معرّضة لخطر الإخلاء والاقتلاع : اي  لقرية مكحول يوجد “خط أزرق” والذي يبين حدود القرية. مع هذا, وفي غياب خطة بناء مفصلة للقرية لا يستطيع السكان طلب تصاريح للبناء. وفي غياب التخطيط بيوت القرية معرضة لسياسة الهدم وبشكل دائم, على جزء من بيوت القرية هناك أوامر هدم.
-لا يتواجد بها مرافق عموميّة تقريبًا، مثل العيادات و المدارس  :  في قرية مكحول يوجد مدرسة ابتدائية واحدة, طلاب الثانوية ينقلون بالسفريات الى بلدة كسيفة بشكل يومي و لا توجد خدمات صحية, ويضطر السكان للسفر الى بلدة كسيفة لتلقي الخدمات.
-البيوت غير متّصلة بشكل منظّم بشبكة الكهرباء والمياه : بيوت القرية غير مرتبطة بشبكة الكهرباء القطرية وسكانها يضطرون لاستعمال الواح الطاقات الشمسية. كما ان القرية غير مرتبطة بشبكة المياه, ويقوم السكان بمد الانابيب حتى بيوتهم من نقطة ارتباط رئيسية. 

## بعض التصريحات للاستيطان
يصرح البعض على قرية مكحول أن القرية تشهد منذ عام 1999م مضايقات إسرائيلية متعددة تهدف لتهجير سكانها، ما تسبب بصراعٍ نفسي ووجودي، ضيّقت سياسة الاستيطان سبل الحياة على المواطنين، إذ يعتدي المستوطنون على الرعاة ويفرضون عليهم غرامات باهضة. لا تتوفر خدمات الكهرباء وتمديدات المياه والصرف في القرية، في حين أنها متوفرة في المستوطنات القريبة.
القرية محاطة بالجيش والقوى العسكرية والاحتلال وهي تهدد لتهجير أهالي قرية "مكحول" بالأغوار الشمالية، وتحدّ من التنقل والتحرك، فأصبح الري محصوراً على كيلومترات محدودة.
في قرية مكحول يواجه المواطنون مشكلة البعد عن الأبناء، يضطر الكثير إلى إرسال أبنائهم الى طمون بسبب ظروف الحياة الصعبة فمنهم من يضطر لشراء المياه من أماكن بعيدة او من يرسل أبناءه الى طمون بهدف التعليم وتوفير ظروف حياة أسهل واقتصاديا أفضل